# 니혼바시

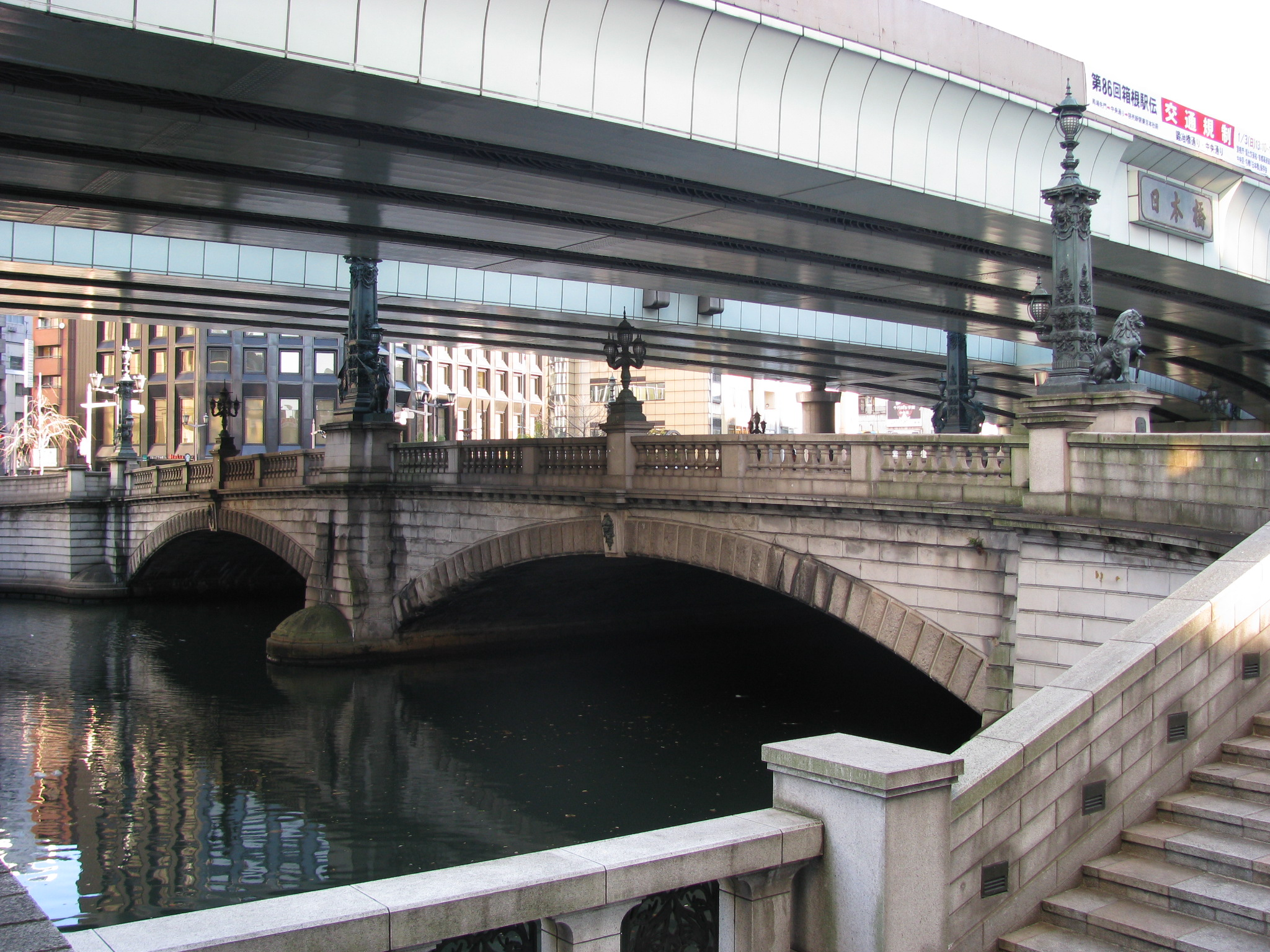
니혼바시

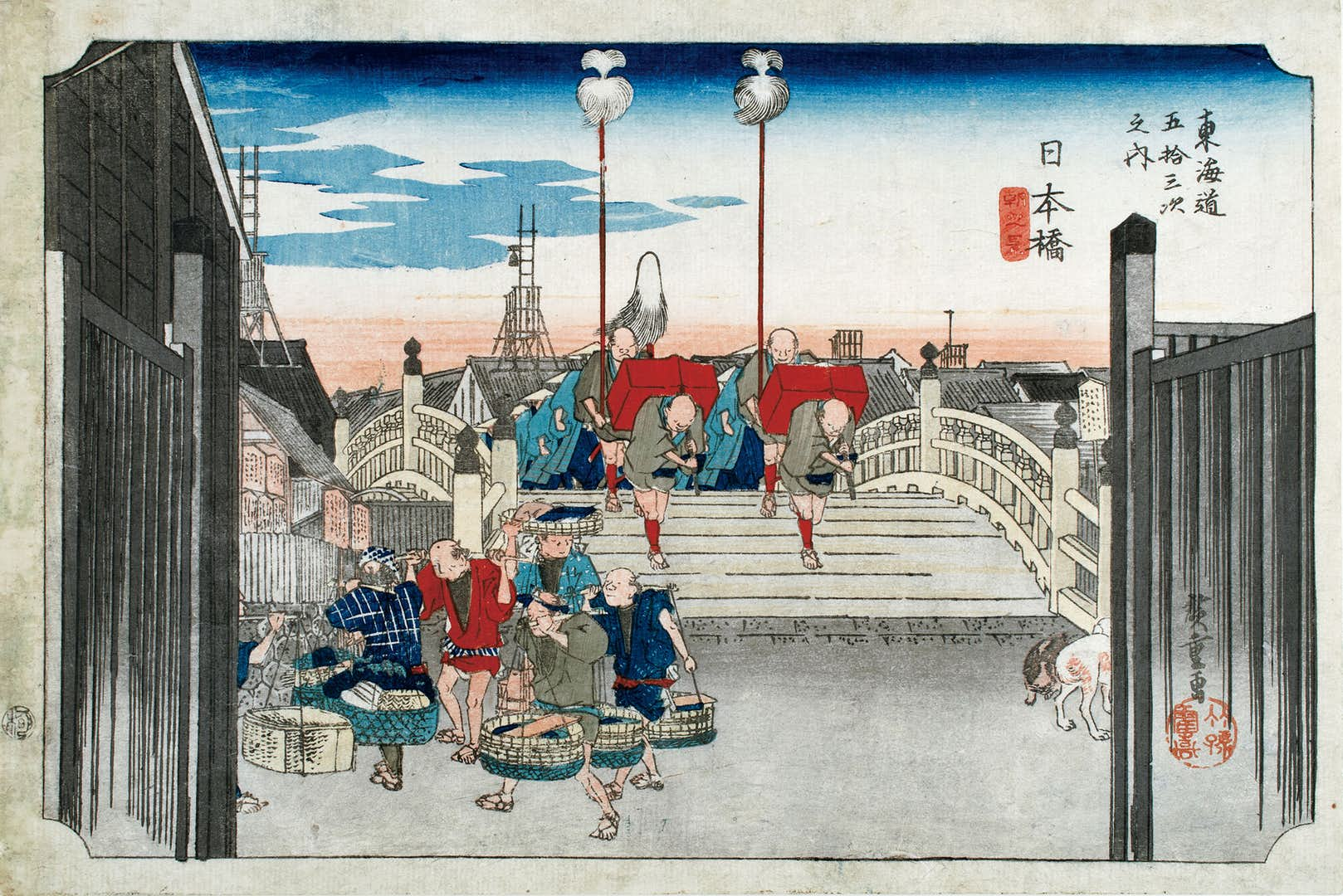
니혼바시를 그린 우타가와 히로시게의 우키요에

니혼바시(일본어: 日本橋)는 일본 도쿄도 주오구의 니혼바시강을 가로지는 다리 이름이다. 또한 이 다리 주위로 발달한 상업 지구를 가리키는 지명이기도 하다. 일본은행 본점과 도쿄 증권거래소 등이 위치한 일본의 대표적인 금융가이다.
한자로는 오사카부 오사카시 주오구 닛폰바시와 똑같이 쓰이지만, 발음만 다르게 한다.

## 다리

### 역사
니혼바시 다리는 1603년 에도 막부를 연 도쿠가와 이에야스의 전국 도로 정비 계획에 따라 만들어져 고카이도의 기점으로 삼았다. 에도 시대의 우키요에 그림에는 후지산과 함께 니혼바시가 자주 소재로 사용되었다. 오늘날 니혼바시에 쓰여 있는 '日本橋' 글자는 도쿠가와 요시노부가 쓴 것이다.